# RK Arena Pula
Muški rukometni klub "Arena-Jadrograd" je rukometni klub iz Pule.
Godina osnivanja:
Klupsko sjedište je na adresi Galiotova 3, Pula.

## Klupski uspjesi
- (kadeti) 2.mjesto u županijskoj ligi 2008 / 2009
- (minici) 3.mjesto na danu Rudara u Labinu 2009
- (seniori) 2.mjesto u 1.b Dukat HRL 2009/2010,te ulazak u hrvatsku Premijer ligu
- (juniori) osvajanje Druge hrvatske juniorske Lige (1992/1993 godiste)
- (minići)  98/99 godište prvaci županije